# 더존ICT그룹

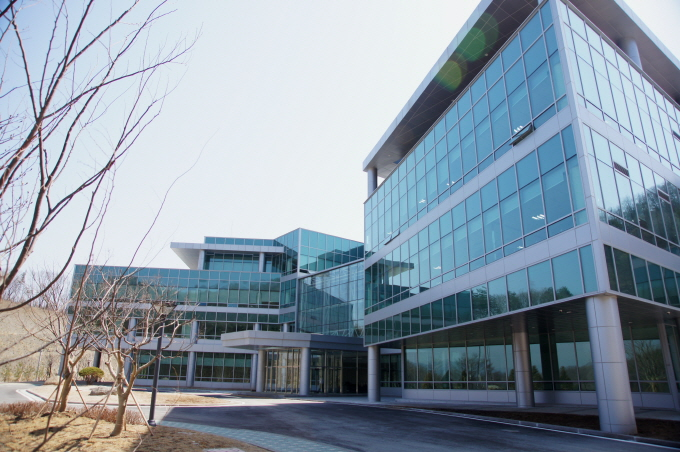
더존 강촌캠퍼스 연구동

더존ICT그룹(Douzone ICT Group, DOUZONE)은 대한민국의 IT전문 기업집단이다. 외국인 주주의 지분율이  18.6%이다.

## 연혁
1997년 설립되어 세무회계 소프트웨어를 중심으로 성장했다. 더존비즈온이 모태이며 더존홀딩스를 지주회사로 하고 있다. 사명(社名)인 “더존”은 세무회계 소프트웨어의 대명사로도 사용된다. 대한민국 ERP 점유율 1위 기업으로, 2018년 대한민국 소프트웨어기업 최초로 2000억원대 매출을 기록했다.

## 사업
기업시장(B2B)을 주요 고객군으로 하며 MIS(경영 정보 시스템), ERP(전사적 자원 관리)와 같은 주력 솔루션 외에도 컴퓨터 포렌식을 비롯한 각종 보안서비스와 공인전자문서센터, 샵메일서비스, 전자세금계산서, 간편결재시스템, 그룹웨어, 인터넷 팩스 시스템, e러닝등, ICT 전반에 대한 서비스를 제공한다.
2011년에 강원도 춘천시 남산면 수동리에 위치한 더존ICT그룹 강촌캠퍼스로 본사를 이전하고 데이터 센터를 개관하여 본격적인 클라우드 컴퓨팅 사업에 진출했다. 더존ICT그룹 강촌캠퍼스는 SBS 드라마 《보스를 지켜라》(2011), 영화 《동창생》(2013) 등의 촬영 장소로도 사용되었다.

## 연혁
2025년 김용우 더존비즈온 회장이 자신의 지분 21.51%를 매각하는 방안을 놓고 다수 글로벌 PEF와 접촉했다.

2020년
```
    02 중소·중견기업 빅데이터 유통 플랫폼 개소
    05 과기정통부 블록체인 민간주도 국민 프로젝트 더존비즈온 컨소시엄 선정(전자계약 분야)
    06 ‘디지털뉴딜’ 첫 현장 행보로 문재인 대통령, 더존비즈온 강촌캠퍼스 방문
```

2019년
```
    03 내부회계관리 시스템 ‘DICS' 출시 (新외감법 적용)
    05 금융위원회 ‘혁신금융서비스 사업자’ 지정, 금융규제 샌드박스 적용
    05 과기정통부 ‘빅데이터 플랫폼‘ 사업자 선정
    06 세무회계사무소용 ERP ‘WEHAGO T’ 출시
    08 한국인터넷진흥원(KISA) 주관 ‘클라우드 서비스 보안인증 (CSAP)’ 획득
    09 중소벤처기업부 ‘TIPS’(기술창업 지원 프로그램) 더존홀딩스 컨소시엄 참여
```

2018년
```
    02 더존비즈온, 코스피·코스닥시장 신 통합지수 'KRX300' 구성 종목 선정
    06 대기업·그룹사·글로벌 법인용 차세대 'D_ERP' 출시
```

2017년
```
    10  더존비즈온, 2017 국가생산성대상 대통령표창(서비스업 부문 대상)
    05  더존다스, 더존IT그룹 지주회사 전환
```

2016년
```
    12  평창동계올림픽 ERP부문 공식서포터 선정
    11  2016년도 국가품질상 산업통상자원부장관 표창
    11  ASOCIO(아시아-대양주 정보산업기구) Award ICT기업상
    03  파이낸스아시아 'Asia's Best Companies' 선정(韓 최고 경영기업 7위)
        1위 삼성전자, 2위 KT, 3위 롯데케미칼, 4위 네이버, 5위 신한금융그룹, 5위 SK텔레콤, 7위 더존비즈온
```

2015년
```
    11  더존 Smart A 활용 'AT자격시험' 국가공인 취득(한국공인회계사회)
    06  D-Cloud Private Edition CC인증 획득
    04  세무회계 MRI 시스템 출시
    03  국가보안기술연구소 패밀리기업 선정(더존포렌식센터)
    02  애플리케이션 가상화 시스템 관련 클라우드 보안 특허 획득
```

2014년
```
    12  국내 최초 1,028만 달러 규모 디지털포렌식센터 해외(오만) 수출
    07  미래부 '공공기관 클라우드 서비스 안전성 검증 시범사업' 협약
    05  중소기업청, '2014년 월드클래스 300 프로젝트' 선정
    03  더존 미디어센터(DMC)개국, Smart 아카데미 오픈
    01  정보보호관리체계(ISMS) 인증획득
```

2013년
```
    07  새로운 세무회계프로그램, '더존 Smart A' 출시
    04  전산회계 운용사 수험 프로그램, '더존S플러스' 채택
    04  더존IT그룹 직장내 어린이집 개원
    02  한국공인회계사회 공동 AT자격시험 신설
    01  지식경제부 공인전자문서중계자 공식 지정
```

2012년
```
    11  더존IT그룹 강촌캠퍼스 R&D센터 신축
    10  지경부 TOPCIT 활용과 확산 MOU 체결
    08  더존 i Cube 프리미엄 에디션 출시 
    08  교육/세미나 홈페이지 서비스 실시
    07  공인전자문서센터 서비스 실시
    05  iPLUS 클라우드 에디션 출시
```

2011년
```
    12  FAX 보안 이슈 해결 '보안그린팩스' 출시
    12  온라인기반 수금 서비스 '바로수금서비스(Bill36524)' 출시
    11  지식경제부 지정 '공인전자문서센터' 승인
    09  국제원산지정보원과 협력, 관세청 FTA-PASS用 '더존 ERP FTA원산지 모듈' 개발 보급
    07  강촌캠퍼스 소재 'D-클라우드 센터' 개관 및 클라우드 서비스 개시
    01  더존IT그룹 강촌캠퍼스 신축 이전
```

## 계열사
- 더존홀딩스 (DOUZONE Holdings)(구 더존다스) - 더존ICT그룹 지주회사
- 더존비즈온 (DOUZONE BizOn) - 더존홀딩스의 ERP부문을 통합하고 더존디지털웨어, 더존SNS, 더존뉴턴스, 더존ISS 등을 합병함.
- 더존에듀캠 (DOUZONE EDUCAM)(구 더존E&H) - 온라인 교육 전문 회사
- 더존NEXT (DOUZONE Next)(구 더존C&T) - 더존비즈온 자회사에 속함.
- 더존IT네트워크 (DOUZONE IT Network) - 더존비즈온 자회사에 속함.
- 더존B&F (DOUZONE B&F)(구 iTAXnet, 구 더존테크핀) - 세무사 합작법인
- 키컴 (KiCOM)
- 더존CHINA (DOUZONE CHINA) - 더존ICT그룹 중국 현지법인
- 더존JAPAN (DOUZONE JAPAN) - 더존ICT그룹 일본 현지법인
- 더존PHILIPPINES (DOUZONE PHILIPPINES) - 더존ICT그룹 필리핀 현지법인

## 과거 계열사
- 더존MCORE (Duzon Mcore) - 대표이사가 독자 경영중.

## 참고문헌
1. ↑  박종선, 유진투자증권, 종목분석보고서-더존비즈온, 2023.05.08
2. ↑  글로벌 PEF '눈독'에도 더뎌지는 더존비즈온 매각 이데일리 2025-08-14